# Ріхе Ельмар Аннович
Ельмар Аннович Ріхе (1906, волость Ринґу Юріївського повіту Ліфляндської губернії, тепер повіту Тартумаа, Естонія — ?) — радянський естонський діяч, начальник шахти «Кява» міста Кохтла-Ярва Естонської РСР. Депутат Верховної Ради СРСР 2-го скликання.

## Життєпис
Народився в родині сільськогосподарського робітника. У 1925 році закінчив Тартуську торгову школу.
З 1925 по 1926 рік — чорнороб, вантажник, найманий сільськогосподарський робітник.
У 1926—1928 роках служив у національній естонській армії.
З 1928 по 1932 рік — швець у місті Тарту.
З 1932 року працював на будівельних роботах на сланцевому руднику Ківіилі, був відкатником, кріпильником та вибійником на сланцевому руднику. Потім його звільнили з роботи, півроку був безробітним, поки не влаштувався вибійником шахти в Кютте-Йиуд повіту Вірумаа.
З 1936 по 1939 рік навчався в Йихвіській гірничій школі (технікумі). У 1939 році закінчив гірничу школу та здобув спеціальність гірничого техніка.
З 1939 року працював десятником підземних робіт на шахті Кохтла-Ярве.
Після окупації Естонії радянськими військами в 1941 році призначений начальником шахти «Еесті Ківіилі» в Кохтла-Ярве.
На початку німецько-радянської війни в 1941 році служив у винищувальному батальйоні шахтарів Кохтла-Ярве, три тижні воював із німецькими військами у болотах під Васкнарвою, на берегах Чудського озера. Важко захворів та був евакуйований до Ленінграда.
У 1942 році вступив до Естонського національного корпусу Червоної армії. Служив командиром розрахунку гармати в протитанковому підрозділі. Був важко поранений у боях біля міста Великі Луки, лікувався у військових госпіталях. Після демобілізації із армії переїхав до міста Свердловська (тепер Єкатеринбург), де до 1944 року працював вихователем естонської групи Свердловської ремісничої школи. Член ВКП(б).
У 1944 році повернувся до Естонської РСР, працював головним інженером шахти «Кява» міста Кохтла-Ярва, відновлював роботу шахти.
З квітня 1945 року — начальник сланцевої шахти «Кява» міста Кохтла-Ярва Естонської РСР.
Подальша доля невідома.

## Нагороди та відзнаки
- Почесна грамота Президії Верховної ради Естонської РСР (1945)